# Scotospilus wellingtoni
Scotospilus wellingtoni là một loài nhện trong họ Hahniidae.
Loài này thuộc chi Scotospilus. Scotospilus wellingtoni được Vernon Victor Hickman miêu tả năm 1948.